# Тамаша (село)
Тамаша (кирг. Тамаша) — село в Кадамжайском районе Баткенской области Кыргызстана. Входит в состав айылного аймака Орозбеков.

## География
Село расположено в восточной части области, на расстоянии приблизительно 15 километров (по прямой) к юго-востоку от города Кадамжай, административного центра района. Абсолютная высота — 1885 метров над уровнем моря.

## Население
Согласно оценочным данным Национального статистического комитета Кыргызской Республики, численность населения села на начало 2023 года составляла 1280 человек.
| год     | 2009 | 2014 | 2015 | 2020 | 2021 | 2023 |
| ------- | ---- | ---- | ---- | ---- | ---- | ---- |
| человек | 699  | 983  | 1079 | 1178 | 1261 | 1280 |